# Pick Lake, Thunder Bay District
Pick Lake är en sjö i Kanada.   Den ligger i Thunder Bay District och provinsen Ontario, i den sydöstra delen av landet, 900 km väster om huvudstaden Ottawa. Pick Lake ligger 398 meter över havet. Den ligger vid sjön Winston Lake.
I omgivningarna runt Pick Lake växer i huvudsak blandskog. Trakten runt Pick Lake är nära nog obefolkad, med mindre än två invånare per kvadratkilometer.